# Staircase Falls
Staircase Falls é uma  cachoeira localizada no Parque Nacional de Yosemite, Califórnia.